# Любичобра
Любичобра (пол. Lubiczobra) — польский дворянский герб.

## Описание
Щит рассечён, фигуры расположены в столб. В правом голубом поле серебряная подкова, шипами обращённая вниз, и два золотых рыцарских равноконечных лапчатых креста: один — в середине подковы, а другой над ней. В левом красном поле — меч между двумя серпами с золотыми рукоятями.
Щит увенчан дворянскими шлемом и короной. Нашлемник: три страусовых пера. Намёт на щите красный и голубой, подложенный золотом. Герб внесён в Часть 3 Гербовника дворянских родов Царства Польского, стр. 116.

## Герб используют
Указанным гербом вместе с потомственным дворянством Всемилостивейше пожалован Богуслав-Бонавентурий-Антон Брикчинский.